# Nothing Was the Same
Nothing Was the Same is het derde studioalbum van de Canadese rapper Drake. Het album werd op 24 september 2013 uitgebracht op de labels OVO Sound, Young Money Entertainment, Cash Money Records en Republic Records. Drake begon in 2012 aan het album en eind 2013 was het album gereed. De gastoptredens op het album werden gevormd door 2 Chainz, Jay-Z, Big Sean, Jhené Aiko en Sampha.
Het album werd gepromoot door onder andere de Would You Like a Tour? concerttour, waar hij samen met Future, PartyNextDoor en Miguel rondtoerde.

## Release
Op 22 juni 2013 kondigde Drake via Twitter de datum voor het album aan als 17 september dat jaar. De dag erna publiceerde hij een promotiefilmpje voor het album. Op 21 augustus werd de releasedatum een week verplaatst, naar 24 september 2013. Op 10 september publiceerde hij zijn tweede promotiefilmpje met als achtergrondmuziek zijn single Trophies. Uiteindelijk werd zijn album op 24 september 2013 uitgebracht.

## Tracklist
| 1.                 | Tuscan Leather                                     | 40                           | 6:06 |
| 2.                 | Furthest Thing                                     | 40, Hagler, Jake One         | 4:27 |
| 3.                 | Started from the Bottom                            | Mike Zombie, 40              | 2:53 |
| 4.                 | Wu-Tang Forever                                    | 40                           | 3:37 |
| 5.                 | Own It                                             | Detail, 40                   | 4:11 |
| 6.                 | Worst Behavior                                     | DJ Dahi                      | 4:30 |
| 7.                 | From Time (met Jhené Aiko)                         | 40                           | 5:22 |
| 8.                 | Hold On, We're Going Home (met Majid Jordan)       | Majid Jordan, Nineteen85, 40 | 3:51 |
| 9.                 | Connect                                            | 40, Hudson Mohawke           | 4:56 |
| 10.                | The Language                                       | Boi-1da, Ritter, Vinylz      | 3:44 |
| 11.                | 305 to My City (met Detail)                        | Detail                       | 4:15 |
| 12.                | Too Much (met Sampha)                              | Sampha                       | 4:21 |
| 13.                | Pound Cake / Paris Morton Music 2 (met Jay-Z)      | Boi-1da, Evans               | 7:13 |
| 14.                | Come Thru (Deluxe edition)                         | 40                           | 3:56 |
| 15.                | All Me (Deluxe edition) (met 2 Chainz en Big Sean) | Key Wane, 40                 | 4:31 |
| Totale duur: 59:22 |                                                    |                              |      |